# Camedórea-elegante
A Camedórea-elegante (Chamaedorea elegans) é uma palmeira solitária que chega a medir até 3 metros. É nativa do México, Guatemala e Belize, possuindo estipe anelado com apenas 1,2 cm de diâmetro, folhas penadas, as centrais eretas, entre as quais nascem as inflorescências alaranjadas, frutos esféricos, pequenos e pretos, muito cultivada como ornamental, especialmente em interiores. Também é conhecida pelo nome de pacaia.
É uma planta exótica, já que não existe naturalmente no Brasil.